# Gijsbertus Koolemans Beijnen

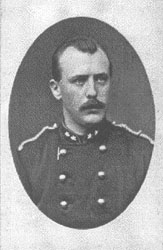
Gijsbertus Koolemans Beijnen

Gijsbertus Johannes Willem Koolemans Beijnen ('s-Gravenhage, 22 mei 1848 - aldaar, 6 november 1928) was een Nederlands luitenant-generaal en historicus.

## Familie
Beijnen was lid van de patriciaatsfamilie Beijnen en een zoon van de apotheker Gijsbertus Johannes Willem Koolemans Beijnen (1818-1874) en Neeltje Johanna van der Stok (1822-1905). Hij trouwde in 1873 met Ariëtte Ewaldina van den Bergh (1850-1900), uit welk huwelijk vijf kinderen werden geboren, waaronder Laurens Rijnhard. In 1901 trouwde hij met Cornelia Adriana van den Bergh (1846-1904), een zuster van zijn eerste echtgenote, en in 1905 trouwde hij met Louise Frederika Fock (1868-1938); uit de twee laatste huwelijken werden geen kinderen geboren.

## Leven en werk
Van 1863 tot 1867 volgde Beijnen aan de Koninklijke Militaire Academie te Breda een opleiding tot officier bij de infanterie. In 1869 werd hij bevorderd tot 1e luitenant. Vanaf 1870 doceerde hij algemene en militaire geschiedenis aan de (onder)officiersopleiding te Kampen waarna hij in 1877 docent werd aan de KMA te Breda met als vakgebieden militaire aardrijkskunde en statistiek en militair recht. In 1885 werd hij bevorderd tot kapitein waarna hij weer enkele jaren actieve dienst vervulde totdat hij in 1889 opnieuw docent werd, nu aan de latere Hoogere Krijgsschool in Den Haag. Van 1895 tot 1908 vervulde hij opnieuw actieve dienst en verliet in dat laatste jaar de dienst als generaal-majoor; in 1910 werd hij benoemd tot titulair luitenant-generaal.
Gepensioneerd zijnde legde hij zich toe op de geschiedschrijving. In 1912-1913 was hij belast met de redactie van het Historisch gedenkboek der herstelling van Neêrlands onafhankelijkheid in 1813. Vanaf 1911 leverde hij vele bijdragen over hoge militairen voor het Nieuw Nederlandsch Biografisch Woordenboek.
Na en door de Eerste Wereldoorlog werd hij een overtuigd pacifist die toetrad tot de radicaal-pacifistische en liberale Democratische Partij van zijn vriend Jan Ernst Heeres.